# Poloučany
Poloučany jsou malá vesnice, část obce Konstantinovy Lázně v okrese Tachov v Plzeňském kraji. Nachází se asi dva kilometry východně od Konstantinových Lázní. V roce 2011 zde trvale žilo 22 obyvatel.
Poloučany jsou také název katastrálního území o rozloze 1,66 km².

## Historie
První písemná zmínka o vesnici pochází z roku 1420.

## Obyvatelstvo
Při sčítání lidu v roce 1921 zde žilo 186 obyvatel (z toho 84 mužů), z nichž bylo 176 Němců a deset cizinců. Až na jednoho člověka bez vyznání byli římskými katolíky. Podle sčítání lidu z roku 1930 měla vesnice 115 obyvatel: 109 Němců a šest cizinců. Většina se hlásila k římskokatolické církvi, ale žili zde také dva evangelíci a jeden člověk bez vyznání.
| Rok            | 1869 | 1880 | 1890 | 1900 | 1910 | 1921 | 1930 | 1950 | 1961 | 1970 | 1980 | 1991 | 2001 | 2011 | 2021 |
| -------------- | ---- | ---- | ---- | ---- | ---- | ---- | ---- | ---- | ---- | ---- | ---- | ---- | ---- | ---- | ---- |
| Počet obyvatel | 138  | 128  | 148  | 130  | 108  | 120  | 115  | 51   | 58   | 43   | 41   | 27   | 20   | 22   | 23   |
| Počet domů     | 20   | 18   | 19   | 22   | 19   | 19   | 21   | 23   | 36   | 13   | 11   | 12   | 12   | 10   | 10   |

## Obecní správa
Při sčítání lidu v letech 1850–1960 byly Poloučany samostatnou obcí v okrese Teplá, v letech 1900–1930 v okrese Planá a v roce 1950 v okrese Stříbro. V letech 1961–1979 byly částí obce Okrouhlé Hradiště v okrese Tachov. Od 1. ledna 1980 jsou částí obce Konstantinovy Lázně v okrese Tachov.

## Pamětihodnosti
- Zaniklý hrad Falštejn